# Motya siopera
Motya siopera är en fjärilsart som beskrevs av Dyar 1914. Motya siopera ingår i släktet Motya och familjen trågspinnare. Inga underarter finns listade i Catalogue of Life.